# Jean-Luc Votano
Jean-Luc Votano (1982 à Charleroi) est un clarinettiste belge. Il est clarinette solo de l'Orchestre philharmonique royal de Liège, concertiste et enseigne à l'IMEP à Namur.

## Biographie
Né en 1982, Jean-Luc Votano apprend la clarinette dès l’âge de 4 ans auprès de Giovanni Votano, son père. Il poursuit ensuite ses études aux conservatoires de Versailles et de Mons. En 2002, à l’âge de 20 ans, il intègre l’Orchestre Philharmonique Royal de Liège en qualité de première clarinette solo et devient professeur de clarinette à l’Institut Supérieur de Musique et Pédagogie (IMEP) de Namur. Élu « Meilleur Jeune Soliste de l’année 2004 » par les Radios francophones publiques et plusieurs fois nommé aux « Octaves de la Musique », il est lauréat de nombreux concours internationaux.
Depuis l’âge de sept ans, il poursuit en parallèle une carrière de concertiste et joue notamment sous la direction de chefs prestigieux comme Armin Jordan, Louis Langrée, Christian Arming, Yoel Lévy, Yuri Simonov ou encore Pascal Rophé. Sa passion pour la musique de chambre lui permet également de pratiquer son art avec des partenaires tels que Martha Argerich, Michel Dalberto, Nicolas Angelich, François-René Duchâble, Karine Deshayes, Sophie Karthäuser, Jodie Devos, Henri Demarquette, Marie Hallynck, Arnaud Thorette, Boris Belkin, Albrecht-Laurent Breuninger, Geneviève Laurenceau, les quatuors Debussy, Danel, Parisii et le Fine Arts Quartet. Depuis 2007, il est membre du trio d’anches Abocalips et en 2010, il intègre l’Ensemble Contraste.
En 2006, Jean-Luc Votano fait ses débuts à New York, au Lincoln Center, tandis qu’en novembre 2009, il est invité par le New Japan Philharmonic Orchestra de Tokyo pour la création Japonaise du Concerto pour clarinette de Magnus Lindberg. Son répertoire comprend une centaine de concertos et d’œuvres de musique de chambre ainsi que plusieurs partitions majeures du répertoire contemporain. Des compositeurs tels que Claude Ledoux, Johan Farjot, Robert Janssens, Max Vandermaesbrugge, Viviane Mataigne et Stéphane Orlando lui ont également dédié certaines de leurs œuvres.
Sa discographie comprend notamment des pièces concertantes de Mozart, Weber et Rossini avec l’OPRL et Louis Langrée (Cyprès), l’intégrale pour clarinette et alto de Bruch avec Arnaud Thorette, Johan Farjot et Pascal Rophé (Cyprès/Diapason d’or), l’intégrale des œuvres pour clarinette de Schumann avec l’Ensemble Contraste (Cyprès), Mozart Vibration (Héliotrope) et Besame Mucho sorti en octobre 2017, avec l’Ensemble Contraste et l’OPRL (Aparté). Elle s’enrichira prochainement de Clarinetti all’Opera un disque autour de l’opéra Italien avec le « IMEP Namur Clarinet Choir », Philippe Cuper et Calogero Palermo (Cyprès).
En 2019, il remporte le Diapason d'Or de l'année pour son disque « Contemporary Clarinet Concertos » (Fuga Libera), dans la catégorie « Musique d’aujourd’hui ».

## Discographie
- De si de La avec le pianiste Pierre Liemans. Œuvres de Cahuzac, Horovitz, Donatoni. Paru chez JPH Production (2004)
- Mozart/Weber/Rossini avec Louis Langrée et l'Orchestre philharmonique de Liège. Concerto de Mozart, Concerto no 1 de Weber et Introduction Thème et Variations de Rossini. Paru chez Cyprès Records (2007)[1]
- Intégrale Bruch avec Arnaud Thorette, Johan Farjot, Pascal Rophé et l'Orchestre Philharmonique Royal de Liège. Paru chez Cyprès Records (2009). Diapason d'or et 4 étoiles Classica[2].
- Schumann Fantasy avec Arnaud Thorette (alto) et Johan Farjot (piano). Paru chez Cyprès Records (2013)[3].
- Tansman & Smit : Chamber Music avec Rachel Talitman (harpe), Michael Guttman (violon), Manfred Stilz (violoncelle), Pierre-Henry Xuereb (piano), Sébastien Guedj (hautbois), Joanie Carlier (basson). Paru chez Harp&Co (2013).
- Besame Mucho avec l'Ensemble Contraste, Arnaud Thorette (direction artistique), Johan Farjot (direction musicale), Noëmi Waysfeld (chant), Raphaël Imbert (saxophones), Stéphane Logerot (contrebasse), Jean-Luc Di Fraya (batterie). Paru chez Aparté Music (2017)[4].
- Contemporary Clarinet Concertos avec la participation du Quatuor Danel, Arnaud Thorette, Antoine Pierlot, l'Orchestre philharmonique de Liège, Christian Arming (direction). Paru chez Fuga Libera - Outhere Music (2019)[5].